# Windenergie in Polen

Windenergieerzeugung in Polen pro Jahr in TWh

Installierte Kapazität zur Windenergieerzeugung in Polen MW

Die Windenergie in Polen spielt eine bedeutende Rolle bei der Stromerzeugung des Landes: 2024 lieferte sie 14 % des polnischen Strombedarfs.

## Installierte Leistung und Jahreserzeugung
Laut CIA verfügte Polen im Jahr 2020 über eine (geschätzte) installierte Leistung von insgesamt 47,269 GW (alle Kraftwerkstypen); der Stromverbrauch lag bei 149,203 Mrd. kWh. Die installierte Leistung der Windkraftanlagen (WKA) stieg von 18 MW im Jahr 2001 auf 6958 MW im Jahr 2021; die Jahreserzeugung stieg von 0,1 TWh im Jahr 2003 auf 16 TWh im Jahr 2021.
| Jahr | Inst. Leistung (MW) | Erzeugung (TWh) |
| ---- | ------------------- | --------------- |
| 2001 | 18                  |                 |
| 2002 | 59                  |                 |
| 2003 | 60                  | 0,1             |
| 2004 | 65                  | 0,1             |
| 2005 | 84                  | 0,1             |

| Jahr | Inst. Leistung (MW) | Erzeugung (TWh) |
| ---- | ------------------- | --------------- |
| 2006 | 153                 | 0,3             |
| 2007 | 276                 | 0,5             |
| 2008 | 545                 | 0,8             |
| 2009 | 725                 | 1,1             |
| 2010 | 1180                | 1,7             |

| Jahr | Inst. Leistung (MW) | Erzeugung (TWh) |
| ---- | ------------------- | --------------- |
| 2011 | 1616                | 3,2             |
| 2012 | 2496                | 4,7             |
| 2013 | 3390                | 5,9             |
| 2014 | 3834                | 7,6             |
| 2015 | 5100                | 11              |

| Jahr | Inst. Leistung (MW) | Erzeugung (TWh) | Anteil am Bedarf |
| ---- | ------------------- | --------------- | ---------------- |
| 2016 | 5807                | 12,28           |                  |
| 2017 | 5840                | 14,57           |                  |
| 2018 | 5864                | 12,47           | 7 %              |
| 2019 | 5917                | 14,76           | 9 %              |
| 2020 | 6614                | 15,43           | 9 %              |

| Jahr | Inst. Leistung (MW) | Erzeugung (TWh) | Anteil am Bedarf |
| ---- | ------------------- | --------------- | ---------------- |
| 2021 | 6958                | 16,23           | 9 %              |
| 2022 | 7987                | 19,78           | 11 %             |
| 2023 | 9383                | 23,65           | 13 %             |
| 2024 | 10233               |                 | 14 %             |

## Liste von Windkraftanlagen

### Offshore
Bis 2024 gab es noch keine in Betrieb befindlichen Offshore-Windparks in Polen. In den nächsten Jahren werden jedoch mehrere große Windparks gebaut werden. Nach 2021 vorgestellten Plänen sollen bis Ende 2030 5,9 GW an Offshore-Windkraft installiert werden und 11 GW bis Ende 2040.
Die Windparks sind zunächst in betriebene, in Bau befindliche und geplante Windparks gegliedert. Anschließend sind die Windparks nach ihrem (geplanten) Fertigstellungsdatum und danach alphabetisch geordnet.
| Name                | Leistung (MW) | Windkraftanlagentyp (Leistung, Rotordurchmesser) | Anzahl WKAs | Koordinaten                  | Status             | Inbetriebnahme (Jahr) | Quellen, Anmerkungen |
| ------------------- | ------------- | ------------------------------------------------ | ----------- | ---------------------------- | ------------------ | --------------------- | --- |
| Ostsee              |               |                                                  |             |                              |                    |                       | |
| Baltic Power        | 1140          | Vestas V236-15.0 MW (15,0 MW, 236,0 m)           | 76          | 55° 3′ 0″ N, 17° 38′ 38″ O   | in Bauvorbereitung | (2026)                | 25. September 2023: endgültige Investitionsentscheidung getroffen. 23. Januar 2025: Fertigstellung zweier Offshore-Umspannstation |
| Bałtyk Środkowy II  | 720           | Siemens Gamesa SG 14.0-236 DD (15,0 MW, 236,0 m) | 48          | 55° 5′ 35″ N, 16° 41′ 24″ O  | in Planung         | (2027)                | 5. Mai 2021: Equinor und Polenergia erhalten Zuschlag bei Ausschreibung                                                           |
| Bałtyk Środkowy III | 720           | Siemens Gamesa SG 14.0-236 DD (15,0 MW, 236,0 m) | 48          | 54° 59′ 38″ N, 16° 41′ 24″ O | in Planung         | (2027)                | 5. Mai 2021: Equinor und Polenergia erhalten Zuschlag bei Ausschreibung                                                           |
| B&C-Wind            | 369,5         |                                                  |             | 55° 4′ 59″ N, 18° 1′ 23″ O   | in Planung         | (2027)                | 30. Juni 2021: EDP Renewables und Engie erhalten Zuschlag bei Ausschreibung                                                       |
| Baltica 2           | 1500          |                                                  |             | 55° 4′ 5″ N, 17° 2′ 46″ O    | in Planung         | (2027)                | 8. April 2021: Ørsted und PGE erhalten Zuschlag bei Ausschreibung                                                                 |
| Baltica 3           | 1000          |                                                  |             | 55° 3′ 22″ N, 17° 27′ 36″ O  | in Planung         | (2029)                | 8. April 2021: Ørsted und PGE erhalten Zuschlag bei Ausschreibung                                                                 |
| FEW Baltic II       | 350           | Siemens Gamesa SG 14.0-236 DD (14,0 MW, 236,0 m) | 25          | 55° 4′ 59″ N, 17° 22′ 41″ O  | in Planung         | (2030)                | 8. April 2021: RWE erhält Zuschlag bei Ausschreibung                                                                              |